# Fausto Coppi
Angelo-Fausto Coppi, anomenat Fausto Coppi (Castellania, Piemont, 15 de setembre de 1919 - Tortona, 2 de gener de 1960) va ser un ciclista italià. Professional del 1940 al 1959, és considerat un dels ciclistes més grans de la història del ciclisme, cosa que li va valer el sobrenom del Campionissimo i l'Airone. El 1949 fou el primer ciclista a aconseguir guanyar en una mateixa temporada el Giro d'Itàlia i el Tour de França, gesta que va repetir el 1952). Entre els seus èxits esportius més importants destaquen: cinc Giros d'Itàlia, dos Tours de França, cinc edicions de la Volta a Llombardia, tres de la Milà-Sanremo, una París-Roubaix, una Fletxa Valona, quatre campionats nacionals en ruta i un Campionat del món de ciclisme. Entre 1942 i 1956 posseirà el rècord de l'hora. La seva carrera va estar marcada per la seva rivalitat amb Gino Bartali.
També se li reconeix haver canviat l'enfocament de la competició ciclista gràcies al seu interès per la dietètica, els desenvolupaments tècnics de la bicicleta, els mètodes d'entrenament i la medicina esportiva. Va morir el 1960 després de contraure la malària a l'Alt Volta.

## Biografia

### La joventut

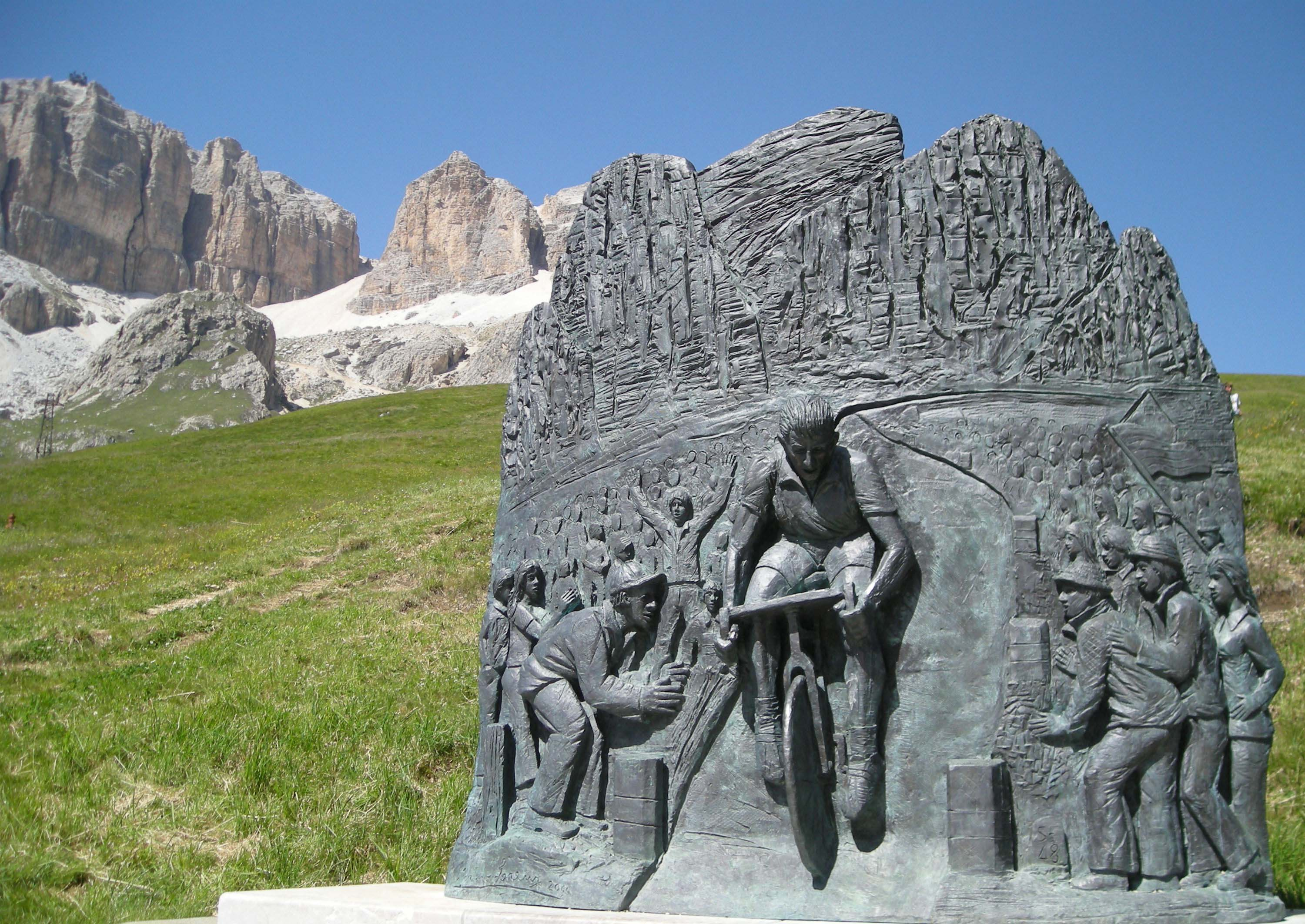
Monument erigit en homenatge al campió el 2 de juliol de 2000 al Pas Pordoi (Dolomites) per la commune de Canazei

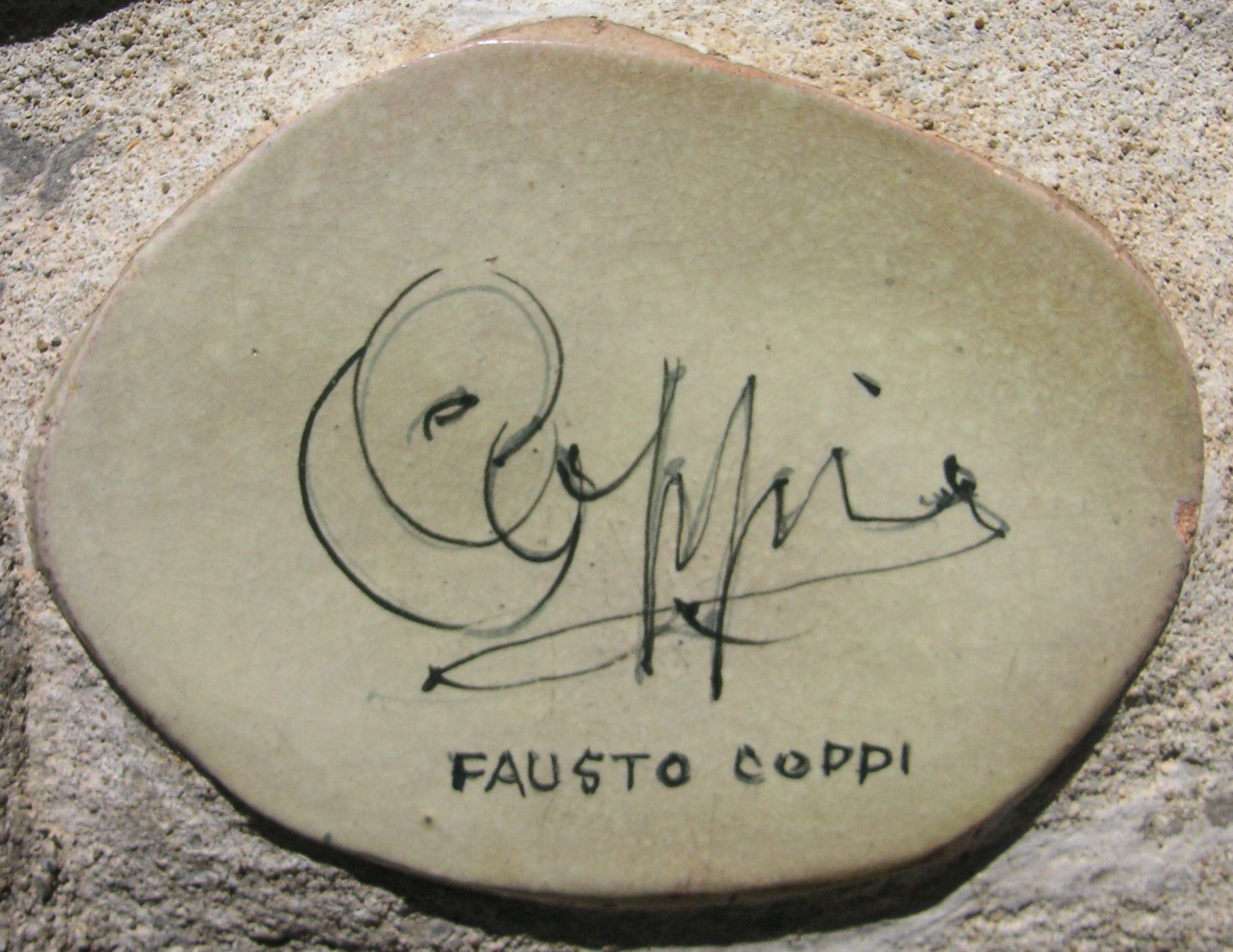
Autògraf de Coppi a Alassio

Fausto Coppi va néixer el 15 de setembre de 1919 a Castellania, un petit poble d’unes poques dotzenes d’habitants de la província d'Alessandria. Fill de Domenico Coppi i d’Angiolina Boveri, és el quart d’una família de cinc fills. Els seus pares eren camperols humils, i Fausto els va ajudar amb les tasques del camp entre els dotze i els tretze anys. La seva primera bicicleta va ser una bicicleta vella, massa gran per a ell i força atrotinada. Coppi admirava el campió italià de la seva regió Costante Girardengo. Als 14 anys es va convertir en carnisser a Novi Ligure, a 20 km de és a casa. Hi anava en bicicleta, de manera que feia més de 40 quilòmetres cada dia, a més dels lliuraments. El 1935, el seu oncle Fausto, oficial de la marina mercant, veient el seu interès per la bicicleta, li va donar 400 lires perquè pogués comprar-se una bicicleta de carreres. Amb ell, el jove Fausto entrena, mantenint la seva feina a Novi Ligure. El 1937 va participar en les primeres curses per a no federats i va guanyar la seva primera cursa en la darrera que disputà aquell any. Amb la vista posada en el ciclisme, el 1938 va decidir tornar a Castellania, on podia entrenar més ajudant el seu pare als camps, i va obtenir una llicència d’aficionat. Va guanyar la seva primera carrera com a federat a finals d'any, a Castelletto d'Orba.

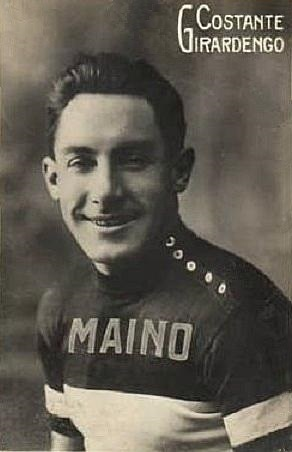
Costante Girardengo.

Va ser a partir d’aquest moment quan Biagio Cavanna el va cridar per ser un dels corredors a la seva cura. Cavanna era un reconegut massatgista de grans esportistes, com ara Costante Girardengo. Com a client de la carnisseria on treballava Fausto Coppi, el coneixia des de feia diversos anys. Cavanna el va animar a prendre una llicència "independent " el 1939, un estatus intermedi entre aficionats i professionals, que els permetia competir en algunes carreres amb aquests últims. Al maig, Coppi va guanyar una prova del campionat independent italià amb set minuts d’avantatge sobre el següent classificat. Guanya la Copa de la vila de Pavia de la mateixa manera. Cavanna creia que era hora que s'enfrontés als professionals i el va inscriure al Giro del Piemont, en què participa Gino Bartali, guanyador de l’últim Tour de França. Cavanna havia parlat anteriorment de Coppi a Eberardo Pavesi, gerent de l'equip Legnano de Bartali: sent aquesta cursa un test de cara a un possible pas al professionalisme. A causa d’aquest compromís Fausto Coppi hagué de rebutjar una proposta de Girardengo, que volia reclutar-lo per l'equip Maino.
Coppi es converteix en la revelació d’aquesta cursa. Encara entre els favorits després de 200 km, va atacar a Castelnuovo i es trobava sol al capdavant de la cursa a 40 km de la meta. Problemes amb la cadena en l'ascensió a Moriondo, fou atrapat per Bartali, que acabaria guanyant la cursa. Coppi ocupà la tercera posició final i fou felicitat pel guanyador. El vespre de la cursa, Eberardo Pavesi va signar un contracte amb Coppi per l'equip Legnano per un any renovable. Coppi finalitza la temporada de 1939 com a independent. Va guanyar altres curses, inclòs el difícil circuit de Varese, l'última prova del campionat independent. També fou segon a la Coppa Bernocchi, carrera professional, i tercer al Giro de la província de Milà, cursa que es disputa per parelles i ho va fer junt a Severino Rigoni.

### El Giro d'Itàlia de 1940

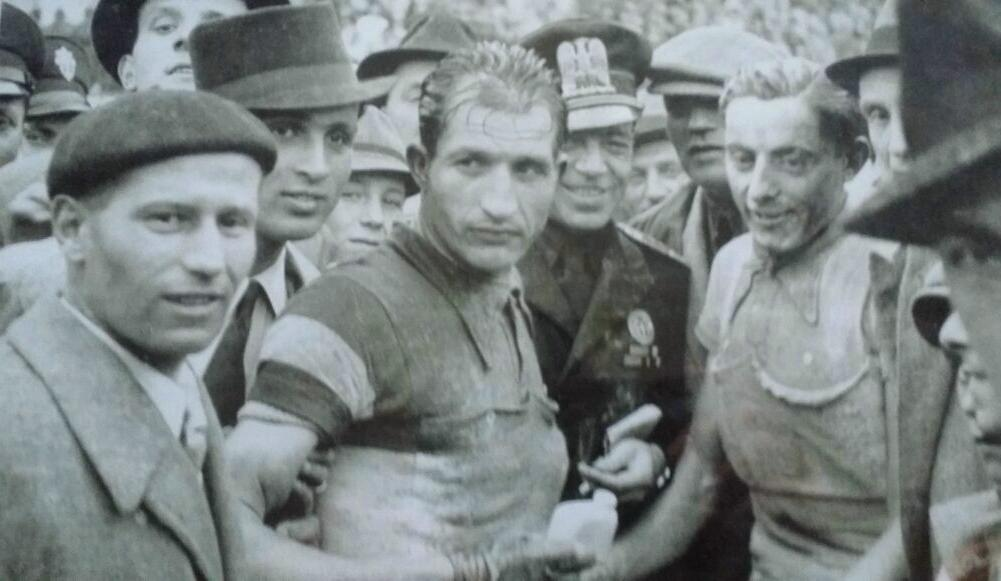
Fausto Coppi i Gino Bartali a començaments de la dècada de 1940.

Durant els primers mesos amb el Legnano, Coppi fou una gran ajuda per a la victòria de Gino Bartali a la Milà-Sanremo, responent a tots els atacs que va rebre Bartali fins a l'esgotament. Finalment va aconseguir la vuitena posició final. A començaments de la temporada va ser 21è al Giro de Toscana i 12è al Giro del Piemont. Amb tot, experimenta períodes de gran desànim.
El Giro d'Itàlia, que comença a Milà el 19 de maig, fou anunciat com un duel entre Bartali i Giovanni Valetti, però també entre els seus respectius equips, el Legnano i el Bianchi. Durant la segona etapa, Bartali va caure en el descens del coll de la Scoffera, intentant esquivar un gos. Com a conseqüència va perdre més de cinc minuts respecte el guanyador, Pierino Favalli. Tot i que el metge li va recomanar descansar durant cinc dies pel fort cop rebut al genoll, Bartali va continuar en cursa. Dos dies més tard, Coppi va rebre l’autorització perquè busqués la seva entrada en les escapades. Fou segon a Grosseto, darrere d'Adolfo Leoni de la Bianchi i també es col·locà el segon de la classificació general. En la vuitena etapa, entre Fiuggi i Terni, va perdre dues posicions, passant a la quarta posició de la general per culpa d'una caiguda que li va fer perdre tres minuts. En arribar a la meitat del Giro, Pavesi fa de Coppi el cap de files, ja que Bartali es trobava un quart d'hora rere seu a la classificació general. Durant l'onzena etapa Coppi ataca a Abetone. Supera a Ezio Cecchi, que anava escapat, i fa la resta d'etapa en solitari, per guanyàr l'etapa amb 3' 45" per davant les principals perseguidors i aconseguint el mallot rosa amb un minut d'avantatge. Mentrestant Bartali, que anava perdent temps cada dia, volia abandonar, però Pavesi el va convèncer perquè no ho fes i ajudés a Coppi. Durant la 17a etapa, ambdós es van escapar, passant plegats tots els ports de les Dolomites. Bartali guanyà l'etapa i Coppi va mantenir el mallot rosa. Bartali guanyà novament la 19a etapa, amb final a Verona. Durant l'última etapa va perdre 32" per culpa d'una sortida de cadena, però no va tenir cap conseqüència en el resultat final i Coppi va guanyar el seu primer Giro, amb 2' 40" per davant d'Enrico Mollo i 11' 45"  sobre Giordano Cottur. Bartali va acabar en el novè lloc i va guanyar el Gran Premi de Muntanya. Coppi tenia vint anys, vuit mesos i vint-i-cinc dies, un rècord de joventut per aquesta carrera encara vigent. En anys posteriors va guanyar quatre edicions més del Giro entre 1947 i 1953, compartint el rècord de victòries en aquesta cursa, amb cinc, amb Alfredo Binda i Eddy Merckx.

### Els anys de la guerra
Incorporat anteriorment al 38è Regiment d'Infanteria de Tortona, Fausto Coppi va rebre permís per disputar el Giro de 1940. També tenia la possibilitat d’entrenar durant el dia i tornar a la caserna al vespre. Poc després d'aquest primer gran èxit, va guanyar el primer títol en pista en guanyar el Campionat d'Itàlia de persecució al velòdrom Vigorelli de Milà al campió defensor del títol, Olimpio Bizzi. A l'octubre, a la Volta a Llombardia ja no està en joc el campionat italià: Bartali ha obtingut els suficients punts en les curses anteriors per guanyar el títol, i fins i tot se li permet vestir-se amb la samarreta tricolor en la darrera cursa. Tot i patir dues punxades, una caiguda i una sortida de cadena, Fausto Coppi és un dels cinc ciclistes que arriben al capdavant en l'ascensió al pas de Ghisallo. Coppi atacà, però posteriorment és agafat per Bartali, que poc abans de coronar el deixa enrere per guanyar la cursa. Coppi finalitza en setzena posició a la cursa i sisè al campionat italià. El desembre fou convidat a enfrentar-se al jove campió suís Ferdi Kübler al velòdrom d'Oerlikon, prop de Zuric, en un cursa de persecució. Davant el públic suís, convençut de la victòria del seu campió, Coppi l'aconsegueix vèncer.
El 1941, degut a la Segona Guerra Mundial, el Giro d'Itàlia ja no es va disputar. Fausto Coppi, en canvi, se centra en els clàssiques italianes. Va començar, a la primavera, guanyant a Bartali al Giro de Toscana, en el que era la primera victòria en aquest tipus de curses. Després va guanyar el Giro del Vèneto, el Giro d'Emília i el Tre Valli Varesine. Posteriorment va perdre a l'esprint la Copa Marin de Pavia, on fou batut per Bartali, que el considera el principal adversari. Coppi també guanya el Giro de la província de Milà, format parella amb Mario Ricci, i revalida el campionat nacional de persecució. L'any finalitza amb la mort del seu pare. Molt afectat, el seu germà Livio l'anima a reprendre els entrenaments.
Encara fora de forma a la Milà-Sanremo de principis de 1942, on fou vint-i-unè, Coppi va aconseguir diverses posicions d'honor durant la primavera. El campionat nacional en ruta, disputat aquesta vegada en una única cursa al juny, és l'oportunitat de veure el primer enfrontament amb Bartali d'aquesta temporada. Coppi va aconseguir neutralitzar en solitari dues escapades que tenien més de quatre minuts, per acabar guanyant a Ricci a l'esprint de Roma el primer campionat nacional en carretera. Uns dies més tard va participar al campionat nacional de persecució, però es va trencar una clavícula en caure durant l'escalfament. El seu oponent a la final, Cino Cinelli, va acceptar endarrerir la final fins a l'octubre. En recuperar-se de la lesió, Coppi derrotà a Cinelli per guanyar el seu tercer títol nacional.
El 7 de novembre, al velòdrom Vigorelli, va millorar el rècord de l'hora, en superar el rècord que el francès Maurice Archambaud havia establert el 1937 amb 45,840 quilòmetres. Uns dies abans Fiorenzo Magni també va intentar batre aquest rècord, però va fracassar en aconseguir recórrer tan sols 44,440 quilòmetres. Coppi va batre el rècord d'Archambaud per tan sols 31 metres, en recórrer 45,871 quilòmetres. Aquest resultat és qüestionat, entre d'altres, pel mateix Archambaud. L'absència de sacs de sorra reglamentaris a la vora de la pista (absència visible a les fotografies) i un gràfic que mostra anomalies (voltes massa lentes i d'altres realitzades "a la velocitat d'un velocista") donen suport a aquests crítiques. El rècord no fou homologat fins al febrer de 1947 "després d'interminables discussions, no havent-se presentat l'expedient a la Unión Ciclista Internacional dins el termini legal de sis mesos". El 1948, una nova reglamentació, van tornar el rècord a 45.798 km i el d'Archambaud a 45.767 km. Coppi no intentà millorar el seu rècord, que va ser batut el 1956 per Jacques Anquetil.
Mentre anteriorment havia gaudit de la benevolència d’un coronel apassionat de la bicicleta, el 1943 es troba sota les ordres d’un nou coronel que suspèn els seus permisos. El març de 1943 va ser enviat a Tunísia, on les tropes italianes s'enfrontaven a les unitats del general Montgomery. Coppi fou capturat pels anglesos a Cap Bon el 13 d’abril de 1943. Va ser traslladat al campament de Medjez el-Bab, i Blida, a Algèria. Allà es va convertir en conductor de camions, fins que el febrer de 1945 fou assignat a un campament de la Royal Air Force a Caserta. Donant a conèixer el seu desig de reprendre el ciclisme, va ser contractat temporalment per una empresa napolitana anomenada Nulli i es va beneficiar d’un permís per anar a competir al velòdrom d’Appio de Roma i després a d'altres, al sud del país. Va guanyar dues curses. Al final de la guerra, el maig de 1945, va ser alliberat i retornat a Castellània. No va trigar a recuperar el domini als velòdroms i carreteres d'Itàlia, guanyant el Circuit dels Asos de Vigorelli, el circuit de Lugano i el circuit d'Ospedaletti. A la Milà-Varzi fou segon, rere el seu germà Serse, que va obtenir una llicència d'amateur el 1941 i després com a independent. A finals de 1945 Fausto Coppi es va casar amb la Bruna i es va traslladar amb ella a Sestri. Va tenir un primer atac de malària, pel qual va ser tractat amb quinina.

### Començament del domini

#### 1946
El 1946 Fausto Coppi ja no corre amb el Legnano, a diferència de Bartali, sinó que ho fa amb l'equip Bianchi. Durant la primera cursa de l'any, la Milà-Sanremo, va aconseguir una de les grans gestes de la seva carrera. Des de l’inici de la cursa, forma part d'un grup d'escapats. Al coll de Turchino només l’acompanya el francès Lucien Teisseire, però poc després el deixa enrere, per afrontar els darrers 140 quilòmetres de cursa en solitari i guanyar a Sanremo, després d’una escapada de 270 quilòmetres, amb catorze minuts d’avantatge sobre Teisseire i més de 18 sobre el gran grup.
Coppi es retrobarà amb Bartali al campionat de Zúric, al maig, on se sentirà traït per ell. Ambdós s'havien escapat i s'havien entès. Bartali no havia de disputar la victòria, però en canvi, va superar a Coppi a l'arribada. Pocs dies després Coppi guanya el Giro de la Romanya i afronta el Giro d'Itàlia, on s'anuncia un duel amb Bartali. Va guanyar la cinquena etapa, amb final a Bolonya, però va patir una caiguda que el deixà masegat. Debilitat, va perdre quatre minuts contra Bartali durant la novena etapa. Tot i que el doctor de cursa li aconsellà que es retirés, però no ho va fer i va continuar atacant en etapes posteriors per recuperar temps. Durant la tretzena etapa, Coppi i Bartali arriben junts a Auronzo di Cadore. Coppi guanyà l'etapa i Bartali aconsegueix el mallot rosa. L'endemà ataca al Falzareggo i deixa enrere a Bartali, sobre el qual aconsegueix fins a cinc minuts. Finalment Bartali salva el liderat per tan sols un minut i dotze segons, gràcies a l'ajuda d'Aldo Bini. Durant da darrera etapa a les Dolomites, Coppi ataca a 30  km de la meta, mentre Bartali es veu endarrerit per una punxada. Finalment aconsegueix mantenir el primer lloc per tan sols 47 segons. La classificació general ja no canvia. Coppi guanyà la darrera etapa, però irregularitats en l'esprint van fer que aquesta fos finalment per a Oreste Conte.
Al campionat del món en ruta que es va disputar a Zúric, Coppi i Bartali eren considerats els favorits, però Coppi perd totes les opcions a victòria per culpa d'una punxada. Al setembre va córrer a França per primera vegada. En quatre dies va guanyar el Critèrium du Trocadero i el Gran Premi de les Nacions. Després de guanyar a Lugano, va acabar la temporada de carretera a la Volta a Llombardia, que va guanyar en solitari. La seva temporada en pista, a finals d'any, va ser menys fructífera.

#### 1947

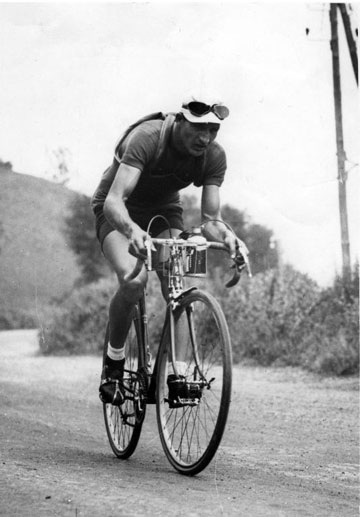
Gino Bartali

El 1947 la rivalitat entre Bartali i Coppi va augmentar. Bartali guanya la Milà-Sanremo al març i al maig Coppi guanya el Giro de la Romanya. Ambdós són els màxims favorits del Giro d'Itàlia. Coppi guanyà la quarta etapa, mentre Bartali aconseguia el mallot rosa. Dies més tard va estar a punt d'abandonar després que una moto de carrera atropellés al seu germà, Serse. No ho va fer, i continuà disputant la cursa, tot guanyant la vuitena i quinzena etapa. En aquesta darrera, amb final a Trento, li va treure més de quatre minuts a Bartali, amb la qual cosa aconseguí vestir-se amb el mallot rosa. Ja no abandonà la primera posició de la classificació general, per guanyar el segon Giro.
Una setmana després va obtenir un nou títol de campió italià de persecució. Al juliol va prendre part en els campionats mundials en pista que es van disputar a París. En semifinals de la competició de persecució va guanyar al favorit, Gerrit Schulte. En la final guanyà al seu compatriota Antonio Bevilacqua, tot assolint el primer títol mundial.
A l'agost va ser cinquè a la Volta a Suïssa, on va guanyar una etapa, i després va guanyar el Giro del Veneto després d'una escapada de 170  km en solitari. Al setembre, en la cursa final del campionat italià en ruta, la Coppa Bernocchi, va guanyar un nou títol nacional. El mateix mes va guanyar l'A través de Lausana i el Giro de l'Emilia. Torna a guanyar la Volta a Llombardia, i acabà la temporada de carretera amb una segona victòria al Gran Premi de les Nacions. Durant l'hivern no va perdre cap de les 21 curses de persecució en pista que va disputar. Es va fer particularment popular entre el públic parisenc al Velòdrom d'Hiver.

#### 1948
Després de la temporada hivernal als velòdroms, Coppi torna a la carretera a Bèlgica, al Circuit Het Volk, una cursa de 240  km caracteritzada per les seves llambordes i que dirà que és "una de les més difícils [en què ha] competit". Va guanyar la cursa, però un canvi de roda il·legal va fer que fos relegat a la segona posició.
Cinc dies després disputa la Milà-Sanremo, primera cursa de la Challenge Desgrange-Colombo, competició que reunia nou importants carreres de Bèlgica, França i Itàlia. Aquesta competició anima els ciclistes a viatjar més a l'estranger i augmenta la intensitat i l’interès de les competicions. Coppi va guanyar a Sanremo amb gairebé sis minuts d’antelació, després d’haver recorregut els últims 40 quilòmetres en solitari. Bartali arribà a onze minuts i es consola amb el Giro de Toscana.
Al Giro d'Itàlia, l'anunciat duel entre Coppi i Bartali no té lloc. El ferri marcatge entre ambdós permet que ciclistes com Fiorenzo Magni o Ezio Cecchi acabin primer i segon a la classificació general. Coppi guanyà la 16a i 17a etapa, a les Dolomites. En finalitzar la 17a etapa Magni recupera el mallot rosa després de ser ajudat pel públic en l'ascensió al Passo Pordoi. Els equips de Coppi i Cecchi van protestar i Magni fou penalitzat amb dos minuts. Considerant la sanció petita, Coppi i l'equip Bianchi van abandonar la cursa.
Al juliol, va deixar que Gino Bartali representés Itàlia al Tour de França: “La presència de Bartali és suficient, i és inútil que dos campions del mateix país lluitin entre sí en terres estrangeres". Bartali va guanyar el seu segon Tour de França. Ambdós es retroben a l’agost, al Tre Valli Varesine, i Coppi en surt vencedor. La rivalitat entre ambdós és màxima al campionat del món de en carretera de Valkenburg, als Països Baixos. Els dos campions s'observen mútuament durant la cursa i deixen escapar diversos ciclistes, ja que cadascun prefereix assegurar-se que l’altre no guanyi. Acaben retirant-se de la cursa. Al setembre, la federació italiana els va sancionar amb una suspensió de dos mesos.

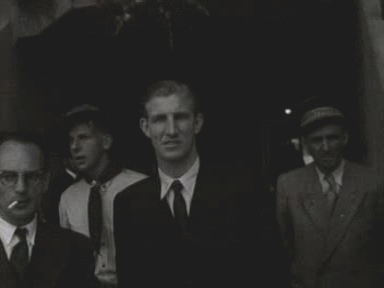
Gerrit Schulte, campió del món de persecució el 1948 per davant de Coppi, aquí el 1951.

Tres dies després del campionat del món, Coppi va disputar el campionat del món de persecució i va perdre a la final contra Gerrit Schulte. La sanció de dos mesos imposada per la Federació Italiana de Ciclisme fou aixecada per permetre la seva participació al Giro de l'Emília. Coppi va guanyar i acabà segon al campionat nacional, del qual aquesta cursa n'era la cinquena i última prova, a un punt de Vito Ortelli. A finals d’octubre va dominar la Volta a Llombardia batent el rècord de velocitat i arribant amb gairebé cinc minuts per davant del segon. Va ser durant aquest any quan als Tre Valli Varesine va conèixer Occhini Giulia, que va esdevenir primer admiradora, després amant i finalment la seva dona uns anys més tard.

### 1949. Primer doblet Giro d'Itàlia-Tour de França
Per tercera i última vegada en la seva carrera, Fausto Coppi va guanyar la Milà-Sanremo al començament de la temporada de 1949. Va guanyar en solitari, amb més de 4 minuts d'avantatge sobre el segon. A l'abril va ser tercer a la Fletxa Valona, guanyada per Rik Van Steenbergen. Disputà per primera vegada la París-Roubaix, on fou dotzè lloc, mentre el seu germà Serse, que va guanyar l'esprint del gran grup, va ser considerat vencedor ex æquo de la cursa nou mesos després per l'UCI per tot un seguit d'irregularitats comeses pels comissaris.
De tornada a Itàlia, Fausto Coppi domina el Giro de la Romanya amb una escapada en solitari de més de 60 quilòmetres.
Al Giro d'Itàlia va guanyar la quarta etapa, superant a Adolfo Leoni i Gino Bartali a l'esprint. A gairebé deu minuts de Leoni, amb el mallot rosa, Coppi surt a l'atac a les Dolomites, durant l'onzena etapa. Va guanyar l'etapa amb gairebé set minuts per davant de Bartali, Leoni, que va mantenir el primer lloc. Durant la 17a etapa, entre Cuneo i Pinerolo, Coppi va protagonitzar una fuga llegendària de 190 km, arribant en solitari a Pinerolo, amb quasi 12' sobre el segon de l'etapa Gino Bartali i més de 19' sobre el tercer, Alfredo Martini, després de superar cinc colossos alpins: la Madeleine, el Vars, l'Izoard, Montgenèvre i Sestriere. Després d’aquesta demostració, Coppi guanya el Giro, amb 23' 47" sobre Bartali.
La següent cursa a disputar era el Tour de França, on partia com a gran favorit. Coppi condiciona la seva primera participació al Tour amb l'equip italià a l’absència de Bartali, ja que volia tenir un equip unit al seu voltant. Són necessàries diverses reunions perquè el director de l'equip italià, Alfredo Binda, aconsegueixi posar d'acord els dos campions italians i firmin un document que transcriu els seus “drets i deures” de cadascun d'ells. Coppi i Bartali van perdre temps durant les primeres etapes. En la cinquena etapa, Coppi es va escapar juntament amb el líder de la classificació general, Jacques Marinelli. Quan portaven 6 minuts d'avantatge van patir una caiguda. Marinelli no va resultar ferit i va poder continuar, però la bicicleta de Coppi es va avariar. El cotxe de l'equip italià li va oferir una de nova, però Coppi volia la seva bicicleta de recanvi i va amenaçar en deixar la cursa. Van haver d’esperar set minuts perquè arribés la bicicleta de recanvi. Tot i que inicialment l'esperaren els seus companys d’equip, inclòs Bartali, Coppi es queixava de gana i esgotament i acabà perdent més de 18 minuts. Tres dies després va guanyar la contrarellotge entre Les Sables-d'Olonne i La Rochelle. Als Pirineus Coppi puja fins al vuitè lloc de la classificació general. Durant la primera etapa alpina, entre Canes i Briançon, Coppi i Bartali s'escapen plegats. Col·laborant en bona sintonia, Coppi deixa a Bartali la victòria d’etapa, el dia del seu 35è aniversari. Bartali passa a liderar la cursa. L'endemà repeteixen escapada, però Bartali va patir una punxada. Coppi rebé permís per no esperar-lo i va guanyar a Aosta amb gairebé 5 minuts d'avantatge sobre Bartali, 10 sobre Jean Robic, i va passar a liderar la cursa. Coppi ho va fer, va guanyar l'etapa, i va decidir la carrera. Durant la contrarellotge entre Colmar i Nancy, de 137 km, consolida el liderat. Guanya la general amb 7 minuts d’avantatge sobre Bartali, segon. Amb aquest triomf es va convertir en el primer ciclista a guanyar el Giro i el Tou el mateix any. Des de llavors, sis ciclistes han repetit aquesta fita: Jacques Anquetil el 1964, Eddy Merckx el 1970, 1972 i 1974, Bernard Hinault el 1982 i 1985, Stephen Roche el 1987, Miguel Indurain el 1992 i 1993 i Marco Pantani el 1998. Les gestes de Coppi i Bartali al Tour foren recollides per Dino Buzzati, periodista del Corriere della Sera.
Després d'aquests dos èxits importants, Coppi no va poder guanyar un nou títol del campionat del món en ruta. En un recorregut pla, a Copenhaguen, va formar part de l'escapada bona amb Rik Van Steenbergen i Ferdi Kübler, però va ser superat en l'esprint final per ambdós ciclistes. D’altra banda, va aconseguir un nou títol en persecució, el Giro del Veneto i un nou campionat nacional. Va acabar aquesta temporada, "la més brillant de la seva carrera", amb la victòria a la Volta a Llombardia i la Challenge Desgrange-Colombo, guanyant quatre de les deu proves que la componen.

### 1950. Victòria a la París-Roubaix
Durant la Milà-Sanremo de 1950, tot i mostrar una superioritat sobre la resta, va veure com Gino Bartali guanyava a l'esprint. Una posterior victòria al Giro de la Província de Reggio de Calàbria, va donar pas a la preparació de la París-Roubaix. En aquesta clàssica va obtenir una de les seves majors victòries, amb un atac en solitari a manca de 40 quilòmetres i arribant amb 3 minuts sobre el segon classificat, Maurice Diot. Dies després va guanyar la Fletxa Valona, amb 5 minuts sobre el segon, després d’una escapada en solitari a manca de cent quilòmetres.
Després de ser segon a la Roma-Nàpols-Roma disputà el Giro d'Itàlia, però durant la novena etapa va patir una triple fractura de la pelvis. El resultat fou un mes Immobilitzat i no tornar a córrer fins al setembre, quan fou segon al Gran Premi de Lugano, cinquè al Giro del Piemont, tercer a la Volta a Llombardia i segon al Trofeu Baracchi, junt al seu germà Serse.

### 1951. Mort de Serse Coppi

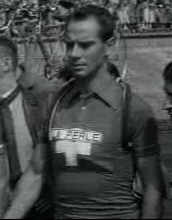
Hugo Koblet, guanyador del Tour de França de 1951.

La temporada 1951 començà amb una fractura de clavícula per culpa d'una caiguda durant la disputa de la Milà-Torí, a principis de març. No va tornar a competir fins una setmana abans del Giro d'Itàlia, quan fou segon al Giro de la Romanya, on fou superat a l'esprint per Fiorenzo Magni. Al Giro va guanyar la sisena etapa, una contrarellotge, però en la vuitena etapa ha de renunciar a la victòria final i concentrar els seus objectius en guanyar alguna de les etapes de muntanya de les Dolomites. Guanyà la 17a etapa i fou segon en la 18a, finalitzant la general en quarta posició d'un Giro guanyat per Fiorenzo Magni.
Tot preparant el Tour de França va disputar el Giro del Piemont a finals de juny. A l'arribada el seu germà Serse va patir una caiguda. Va ser traslladat a l'hospital, on va morir. Fausto Coppi, trencat, va declarar aleshores: “renunciaré al Tour de França i probablement deixaré el ciclisme". Finalment va començar a disputar el Tour, amb sortida a Metz. Sense creure en les seves possibilitats, fou segon en la 14a etapa, però en la setzena experimenta un dels majors fracassos de la seva carrera en perdre més de mitja hora en una etapa aparentment sense dificultat. Amb l'ajuda dels seus companys va evitar el fora de control per poc. Amb la llibertat que li oferia el temps perdut va atacar en la 20a etapa, que va guanyar amb més de 4 minuts per davant d'Hugo Koblet. Finalment va acabar el Tour en desena posició.
Després de guanyar dos critèriums, malalt, ha d'abandonar la disputa del campionat del món. Al setembre va guanyar el Gran Premi de Brasschaat i, novament, el Gran Premi de Lugano. Va finalitzar la temporada amb una tercera posició a la Volta a Llombardia, on fou batut a l'esprint per Louison Bobet i Giuseppe Minardi.

### 1952. Segon doblet Giro d'Itàlia-Tour de França

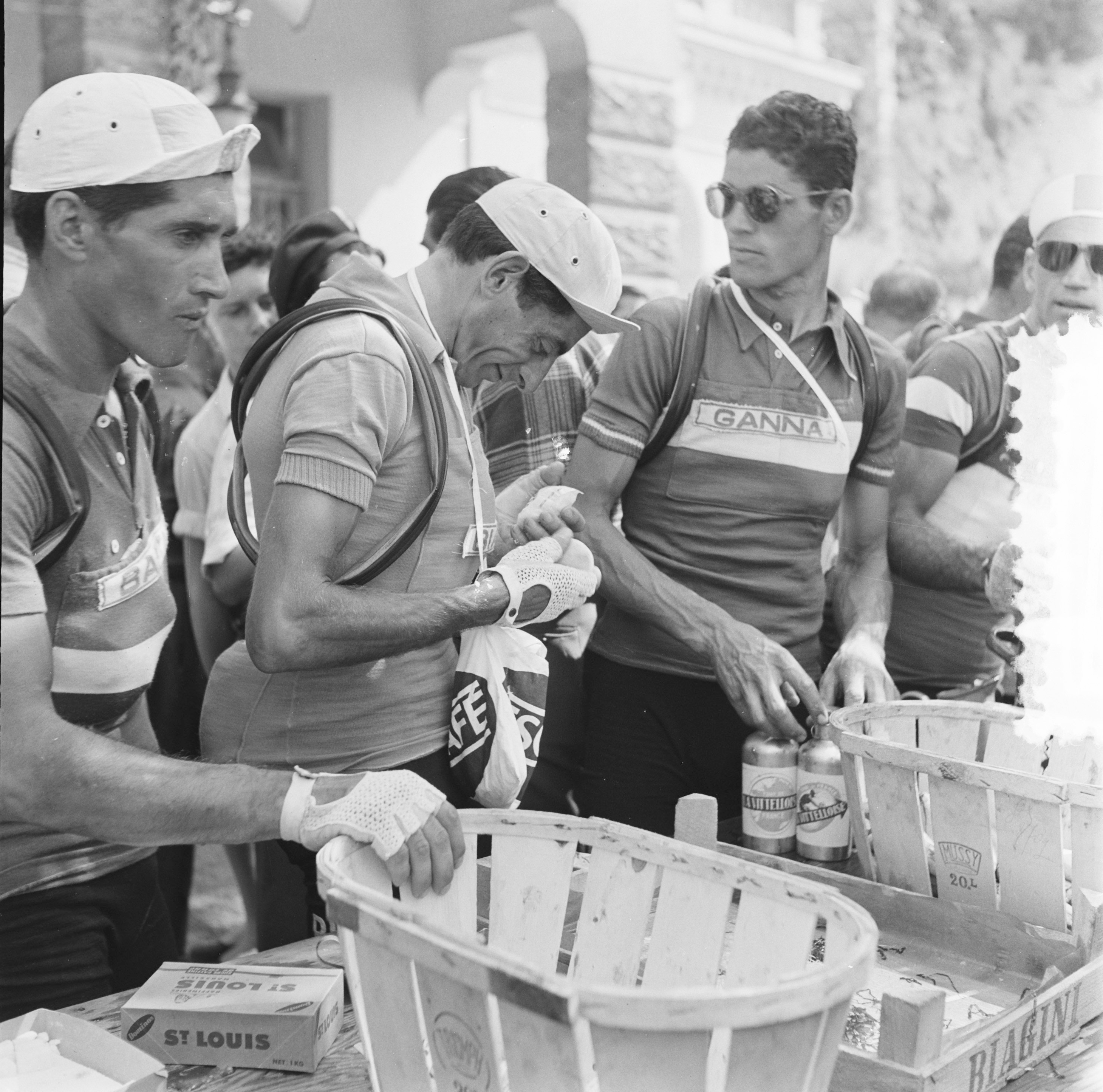
Giovanni Corrieri, Fausto Coppi i Mario Baroni, al Tour de França de 1952.

Després de ser quart als Sis dies de París i 37è a la Milà-Sanremo, Fausto Coppi arriba a la París-Roubaix amb molta ambició. Forma part del grup al capdavant de la cursa, al costat de Ferdi Kübler i Rik Van Steenbergen. Al velòdrom de Roubaix el vencedor final l'esprint fou Van Steenbergen, per davant de Coppi.
Coppi participa al Giro d'Itàlia, amb un nou company d’equip, el francès Raphaël Géminiani. Va guanyar la cinquena etapa, una contrarellotge, i es va vestir de rosa al final de la desena etapa, guanyada per Van Steenbergen. Dos dies després, Géminiani atacà, acompanyat per Coppi, que acabaria guanyant l'etapa amb més de cinc minuts d’avantatge sobre els seus perseguidors. Acabaria guanyat la classificació general amb més de nou minuts per davant de Fiorenzo Magni i Ferdi Kübler. El francès Raphaël Géminiani guanyà la classificació de la muntanya en lluita amb Bartali.
Fausto Coppi es negà a disputar el Tour de França en el mateix equip que Gino Bartali, ja que no es refiava de la voluntat d’aquest en ajudar-lo. El desacord fou tal, que la Unió Velocipèdica Italiana anuncià que renunciava a enviar un equip italià al Tour. Un acord a darrera hora ho evità. En aquesta edició del Tour també hi participen Louison Bobet, Hugo Koblet i Ferdi Kübler. Coppi va guanyar la setena etapa, una contrarellotge, malgrat dues punxades. Durant la desena etapa la cura coronà per primera vegada l'Alpe d'Huez. Jean Robic atacà només començar l'ascensió, seguit de Géminiani i Coppi, que acabaria guanyant l'etapa amb un minut 20 segons d’avantatge sobre Robic, alhora que es vestia de groc. L'endemà va atacar pujant el Galibier i va guanyar a Sestriere amb 7 minuts d’avantatge. El domini de Fausto Coppi era tal, que després de la 15a  etapa els organitzadors elevaren els premis assignats al segon i tercer classificat per mantenir l'interès. Coppi acabaria guanyant cinc etapes i la general, amb més de 28 minuts sobre Stan Ockers i més de 34 sobre Bernardo Ruiz. Cap altra ciclista ha guanyat amb tanta diferència sobre el segon classificat. Com en la primera victòria, també va guanyar el Gran Premi de la muntanya.
Ferit en un omòplat a causa d’una caiguda a l’agost, Coppi va guanyar la contrarellotge del Gran Premi de Lugano a l’octubre i va acabar la temporada amb una última victòria al Gran Premi de la Mediterrània.

### 1953. Campionat del món i Giro d'Itàlia
El Giro d'Itàlia i el Campionat del món de ciclisme són els principals objectius de l'any 1953 per a Fausto Coppi. Guanyà a l'esprint la 4a etapa del Giro, una etapa marcada per la caiguda de l'altre gran favorit, Hugo Koblet. Koblet es recuperà de la caiguda i guanyà la vuitena etapa, tot posant-se líder i conservant el liderat fins a la penúltima etapa. En la 19a etapa, amb quatre ports de muntanya per les Dolomites, Koblet aconseguí mantenir el liderat en arribar a meta junt a Coppi, però en la 20a etapa, en la qual els ciclistes havien de superar per primera vegada en la història del Giro el passo dello Stelvio, Koblet no va poder resistir davant l'atac de Coppi i perdé el lideratge. Pasquale Fornara els acompanyà al podi, a banda de d'aconseguir el mallot de la muntanya. Aquesta fou la cinquena i darrera victòria de Coppi en la general del Giro Itàlia.
Coppi renuncià al Tour de França per guanyar un títol que li faltava al palmarès, el campionat del món en ruta, que s'havia de disputar el 30 d'agost a Lugano. Charly Gaul i Giancarlo Astrua lideren la cursa durant 135 quilòmetres, abans no se'ls unissin altres ciclistes, entre els quals hi havia Coppi. Quan Coppi atacà, en l'ascensió a la Crespera de Breganzona, sols el va seguir el belga Germain Derijcke, però a deu quilòmetres el deixà enrere. Va guanyar la carrera amb 6 minuts i 16 segons d'avantatge sobre Derijcke i més de 7 sobre Ockers, tercer. Com Alfredo Binda el 1927, va guanyar el Giro i el mallot irisat el mateix any.
Pocs dies després, en una prova de persecució, va derrotar a Sydney Patterson, guanyador dels dos últims campionats mundials de la disciplina, millorant la seva millor marca personal fins als 49.153 km/h de mitjana. Al final de la temporada, guanyà el Trofeu Baracchi, fent parella amb el campió del món amateur Riccardo Filippi.

### 1954-1955. Darrers grans èxits
Fausto Coppi comença la temporada 1954 amb una victòria al circuit de Càller. Després va disputar la París-Niça, on va guanyar la tercera etapa. En la primera cursa del Campionat d'Itàlia, el Giro de la Província de Reggio de Calàbria, va ser batut a l'esprint per Giuseppe Minardi. Pocs dies després va guanyar el Giro de Campània.
Al Giro d'Itàlia es va vestir de rosa després de la primera etapa, gràcies a la victòria de l'equip Bianchi a la contrarellotge per equips. Amb problemes d'acidesa d'estómac, va perdre onze minuts l'endemà i encara més temps en etapes posteriors. El públic el xiula a les arribades i es troba baix de moral en ser el centre de la crònica rosa del moment per tenir una relació extraconjugal. Amb el pas de les etapes recupera la seva brillantor i guanya la 20a etapa, a les Dolomites. Finalitzà en la quarta posició final i va guanyar el Gran Premi de Muntanya.
Al juliol, una caiguda en els entrenaments li va causar diverses ferides i un mes d'inactivitat. Va reprendre la competició a la Volta a Suïssa. Va guanyar dues etapes i el Gran Premi de Muntanya, però no la classificació general. Al campionat del món de carretera fou sisè. Pocs dies després va guanyar la Coppa Bernocchi. Per finalitzar la temporada va guanyar l'esprint la Volta a Llombardia i, juntament amb Riccardo Filippi, el Trofeu Baracchi.
El 1955, igual que l'any anterior, Coppi va guanyar la seva primera prova, el Circuit de Càller. A principis d'abril va dominar el Giro de Campània i va ser segon a la París-Roubaix, rere Jean Forestier.
Al Giro d'Itàlia de 1955, "més tranquil que els darrers anys", va guanyar la 20a etapa i fou segon en la classificació general, a tan sols 13 segons de Magni. Se'l criticà per no haver intentar recuperar aquest temps en l'etapa que guanyà, on treballaren plegats. "Ho hauria pogut fer", va dir Coppi, "però vaig considerar que aquesta tàctica era injusta ja que Magni, durant la nostra escapada, havia fet la major part del treball."
Al setembre va guanyar el Giro dels Apenins i el Tre Valli Varesine. Amb 37 anys va guanyar el quart i darrer títol nacional en ruta. i va guanyar el Trofeu Baracchi per tercera vegada junt a Riccardo Filippi.

### Darrers anys
El tifus complica el començament de la temporada de 1956. Li va impedir córrer durant diversos mesos, alhora que va veure comel seu contracte amb el Bianchi era suspès. Com a resultat va crear el seu propi equip, amb el fabricant d’aperitius Carpano com a patrocinador. Va reprendre la competició al maig, al Giro del Piemont, que no va acabar. Una caiguda al Giro d'Itàlia, que li provocà un esquinç al turmell i un desplaçament d'una vèrtebra, també l'obligà a abandonar. De tornada a la competició, va guanyar el Gran Premi de Lugano contrarellotge. Al final de la temporada fou segon a la Volta a Llombardia, on fou superat a l'esprint pel francès André Darrigade. Al Trofeu Baracchi, Darrigade i Rolf Graf van superar a Coppi i Filippi.
El març de 1957 va patir una caiguda durant el circuit de Sàsser, cosa que li va provocar una fractura de fèmur. No va poder reprendre la compeitició fins a l'agost i al novembre, al Trofeu Baracchi, fent parella amb el jove Ercole Baldini, va obtenir la seva darrera victòria en carretera.
Havent marxat a l'estranger per poder casar-se amb Giulia, Coppi va guanyar els Sis dies de Buenos Aires el març de 1958. De tornada a Europa, va participar en la París-Niça, que va abandonar per culpa d'una nova caiguda. L'equip Bianchi el fitxa per a competir en el que serà el seu darrer Giro, que finalitza en 32 posició. Gràcies a un setè lloc al Tre Valli Varesine fou seleccionat per l'equip italià per disputar el Campionat del món de Reims, on fou de gran ajuda en la victòria final d'Ercole Baldini.
Diverses caigudes a començaments de 1959 van impedir que agafés una bona forma física. Fou 44è a la París-Roubaix i per primera vegada disputa la Volta a Espanya, darrera cursa per etapes que disputa i que no finalitzà. Va ser quart al Gran Premi de Lugano, a l'octubre, i cinquè al Trofeu Baracchi, al novembre, amb Louison Bobet. Anuncià el seu reconciliament amb Bartali, per ser el cap de files d'un nou equip que estava preparant, el San Pellegrino.

### Malaltia i mort
A principis de desembre de 1959 Raphaël Géminiani el va animar perquè l'acompanyés en un viatge a l'Alt Volta (actual Burkina Faso) amb motiu de la commemoració del primer aniversari de l'estatut de colònia autònoma. Coppi no hi havia d'anar, però l'absència a darrera hora de Louison Bobet va fer que Géminiani el truqués per oferir-li el lloc vacant. Segons Géminiani, Coppi estava content amb la idea de tornar a l'Àfrica, on havia estat fet presoner a Tunísia el 1943. Jacques Anquetil, Roger Rivière, Henry Anglade i Roger Hassenforder també hi participaren. Van disputar un criterium a Ouagadougou i anaren de safari. Coppi fou segon al critèrium, guanyat per Anquetil.
De tornada a Europa, el 18 de desembre, Fausto Coppi telefona a Raphaël Géminiani uns dies abans de Nadal. L'informà de la constitució d'un equip ciclista previst per al 1961 i per al qual volia que Géminiani li proporcionés alguns ciclistes francesos. Tots senten que no es troben bé.
A Géminiani li agafen tremolors cap al tard del dia de Nadal de 1959, seguit de febre molt alta l'endemà. Primer fou tractat d'un atac al fetge, després d'icterícia i finalment de febre tifoide. La seva temperatura corporal era de 41,6  °C. El doctor Mora, que s'encarrega de Géminiani, no entén què passa, però l’atzar fa que l'acabi atenent el doctor Bruggière, un metge colonial, que estava temporalment a Clermont-Ferrand. Aquest li pregunta a Géminiani si ha estat recentment a l’Àfrica, i això fa que se salvi. Una anàlisi de sang li diagnostica una infecció parasitària per Plasmodium falciparum, és a dir, una malària mortal. Aquest paràsit es transmet per la picada d’un mosquit femellaque ataca els glòbuls vermells i provoca la mort entre vuit i deu dies. Les grans dosis de quinina que li foren administrades li salvaren la vida. Tan aviat com s'identificà el mal que patia Geminiani, la seva dona i el seu germà s'afanyen a trucar a Fausto Coppi. Tot i els esforços per explicar que presumiblement Coppi té la mateixa malaltia que Geminiani, els metges italians amb un diagnòstic erroni continuen tractant-lo amb injeccions de cortisona. Fausto Coppi morí el 2 de gener de 1960, als 40 anys, a l'hospital Tortona. És enterrat a l'església de la seva vila natal. Les circumstàncies d’aquesta mort susciten incomprensió pública i controvèrsia durant els dies i setmanes següents.
El 2002, la premsa italiana va publicar rumors segons els quals Coppi havia estat enverinat per un ivorià que volia venjar la mort del seu fill, també ciclista. Després d’una investigació, el jutjat de Tortona confirma la mort de Coppi per malària.

## El llegat del «campionissimo»

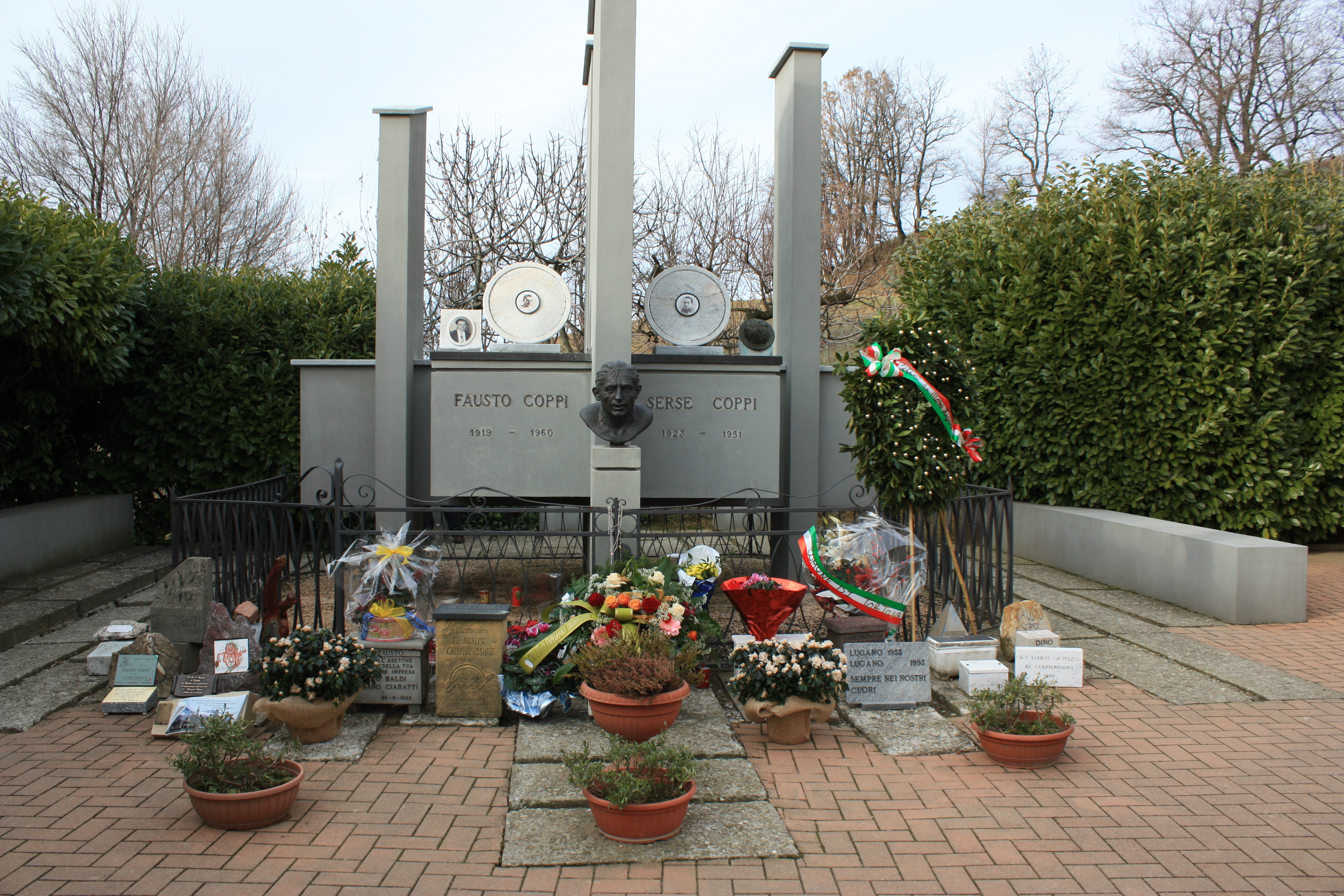
Monument en record de Fausto i Serse Coppi, a Castellania.

Amb un total de 118 victòries en carretera, incloent dues edicions del Tour de França, cinc Giros d'Itàlia, un campionat del món, cinc Voltes a Llombardia, tres Milà-Sanremo, una París-Roubaix i una Fletxa Valona, a més del rècord de l'hora i dos títols mundials de persecució, Fausto Coppi és considerat un dels ciclistes més grans de la història del ciclisme. Un «fantàstic campió, un corredor extraordinari» per a Pierre Chany, «un déu, un mite» amb un «palmarès fabulós», «considerat per a molts com el ciclista amb més talent de tots els temps, [ell] va marcar, per descomptat, la història de l'esport».
El superlatiu italià "campionissimo", utilitzat successivament per designar Costante Girardengo, Alfredo Binda i Gino Bartali, ja no s'utilitzarà per a cap altra campió que no sigui Coppi després de la seva mort. Pocs anys després de la seva mort, el govern italià va fer erigir a Castellania un mausoleu on descansen Fausto Coppi i el seu germà Serse. Hi ha esteles que honoren la seva memòria al pas de l'Stelvio, al pas Pordoi i al coll de Larche. El 1965, el nom de «Cima Coppi» serveix per designar el cim més coronat en cada edició del Giro d'Itàlia. El 2001, un any després de la mort de Gino Bartali, una cursa d’etapes italiana creada el 1984 va passar a anomenar-se Setmana Internacional de Coppi i Bartali, en homenatge als dos ciclistes. El 2002, Coppi va ser un dels 44 ciclistes seleccionats per al Saló de la Fama de la Unió Ciclista Internacional. Aquest any també s'inaugura un monument en record seu a Torí, amb una base formada per 21 pedres procedents de llocs on Coppi es va destacar durant la seva carrera. En aquesta mateixa ciutat, un velòdrom porta el seu nom. El 2010 el servei de Correus de San Marino va emetre dos segells amb motiu del 50è aniversari de la mort de Fausto Coppi i el desè aniversari de la de Gino Bartali. El 7 de maig de 2015, en presència del president del Comitè Olímpic Nacional Italià (CONI), Giovanni Malagò, es va inaugurar el Passeig de la Fama de l'esport italià al Parc Olímpic del Foro Italico de Roma. 100 plaques recorden cronològicament els noms dels atletes més representatius de la història de l'esport italià. Una d’elles li és dedicada.
El març de 2019, el Consell Regional del Piemont va aprovar la petició del Consell Municipal de Castellania de canviar el nom del poble pel de Castellania Coppi en honor del ciclista, nascut al municipi 100 anys abans.

## La "Dama Blanca"

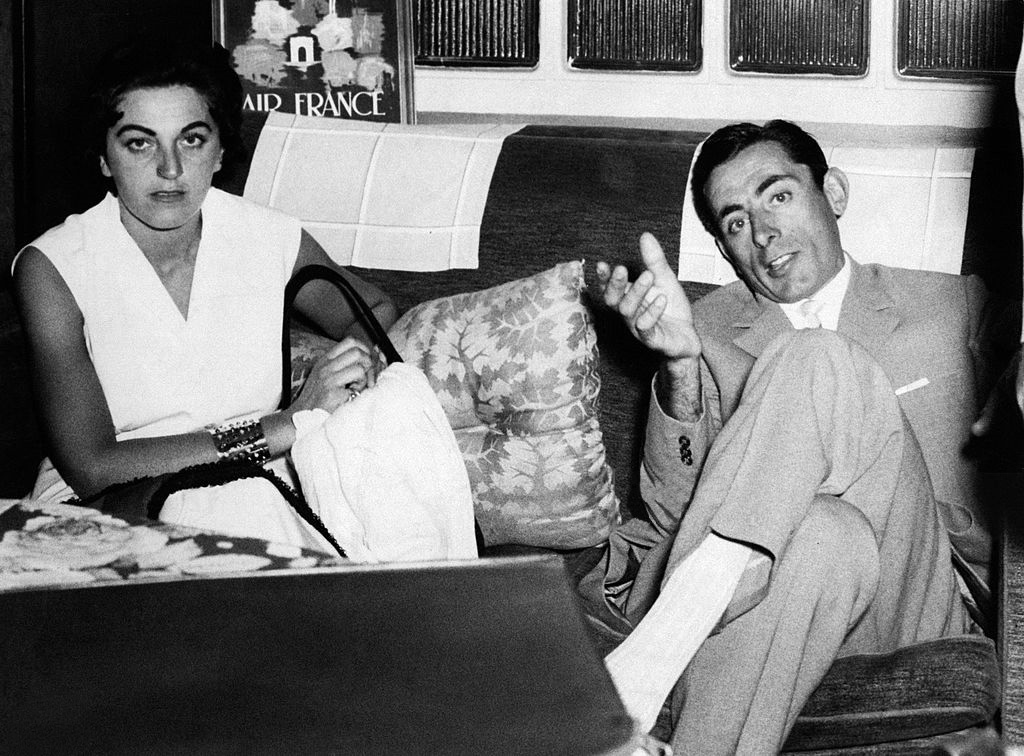
Giulia Occhini i Fausto Coppi el 1954.

Casat el 1945 amb Bruna, de qui té una filla nascuda el 1947, Fausto Coppi va provocar un escàndol a Itàlia en mantenir una relació extraconjugal i posteriorment casar-se amb Giulia Occhini, anomenada «la Dama Blanca». Fausto Coppi va conèixer a Giulia Occhini durant la Tre Valli Varesine de 1948, on acompanyava el seu marit, el doctor Locatelli, aficionat al ciclisme i admirador de Coppi. En anar a demanar-li un autògraf va tenir un amor a primera vista. Van començar a escriure's el 1950, durant la convalescència provocada per la triple fractura de la pelvis. La seva relació sentimental comença el 1953 i va aparèixer a la premsa quan ambdós van abandonar el seu matrimoni després del Giro d'Itàlia de 1954 i es van traslladar a la "Villa Carla" de Novi Ligure. El 1955 foren condemnats a penes de presó per abandonar casa seva. Coppi va regularitzar la seva unió el 1958 a Mèxic, però el matrimoni no fou reconegut a Itàlia. Van tenir un fill, nascut a l’Argentina el 1955, anomenat Faustino, que no portarà oficialment el nom de Coppi.

## Palmarès
- 1939
  - 1r al Giro del Penice
  - 1r a la Copa Ciutat de Pavia
  - 1r al Circuit de Susa
  - 1r al Giro del Casentino
  - 1r al Premi de Varese
- 1940
  -  Campió d'Itàlia de persecució
  -  1r al Giro d'Itàlia i vencedor d'una etapa
- 1941
  -  Campió d'Itàlia de persecució
  - 1r al Giro de la Toscana
  - 1r al Giro de l'Emilia
  - 1r al Giro del Véneto
  - 1r al Circuit de les Tres Valls Varesines
  - 1r al Giro de la província de Milà, amb Mario Ricci
- 1942
  - Rècord de l'hora
  -  Campió d'Itàlia en ruta
  -  Campió d'Itàlia de persecució
- 1945
  - 1r a la Copa Salvioni
  - 1r a la Copa Candelotti
  - 1r al Circuit dels Asos
  - 1r al Critèrium de Lugano
  - 1r al Circuit d'Ospedaletti
- 1946
  - 1r a la Milà-San Remo
  - 1r a la Volta a Llombardia
  - 1r al Gran Premi de les Nacions
  - 1r al Giro de la Romanya
  - 1r al Circuit de Lugano
  - 1r al Circuit del Trocadero
  - Vencedor de 3 etapes al Giro d'Itàlia
- 1947
  -  Campió mundial de persecució
  -  Campió d'Itàlia en ruta
  -  Campió d'Itàlia de persecució
  -  1r al Giro d'Itàlia i vencedor de 3 etapes
  - 1r a la Volta a Llombardia
  - 1r al Giro de la Romanya
  - 1r al Giro del Veneto
  - 1r al Giro de l'Emilia
  - 1r al Gran Premi de les Nacions
  - 1r a l'A través de Lausana
  - Vencedor d'una etapa a la Volta a Suïssa
- 1948
  - 1r a la Milà-San Remo
  - 1r a la Volta a Llombardia
  - Vencedor de 2 etapes al Giro d'Itàlia i del  Gran Premi de la Muntanya
  - 1r al Giro de l'Emilia
  - 1r al Circuit de les Tres Valls Varesines
- 1949
  -  Campió mundial de persecució
  - Campió de la Challenge Desgrange-Colombo
  -  Campió d'Itàlia en ruta
  -  Campió d'Itàlia de persecució
  -  1r al Tour de França, vencedor de 3 etapes i del  Gran Premi de la Muntanya
  -  1r al Giro d'Itàlia i vencedor de 3 etapes i del  Gran Premi de la Muntanya
  - 1r a la Milà-San Remo
  - 1r a la Volta a Llombardia
  - 1r al Giro de la Romanya
  - 1r al Giro del Veneto
  - 1r al Circuit de la Lauvière
  - 3r al Campionat del món de ciclisme
- 1950
  - 1r a la París-Roubaix
  - 1r a la Fletxa Valona
  - 1r al Giro de la Província de Reggio de Calàbria
  - 1r al Circuit de Gènova
- 1951
  - Vencedor d'una etapa al Tour de França
  - Vencedor de 2 etapes al Giro d'Itàlia
  - 1r al Gran Premi de Lugano
  - 1r al Gran Premi de Braaschaat
  - 1r al Criterium delle Sables d'Olonne
- 1952
  -  1r al Tour de França, vencedor de 5 etapes i del Gran Premi de la Muntanya
  -  1r al Giro d'Itàlia i vencedor de 3 etapes
  - 1r al Gran premi del Mediterrani
  - 1r al Gran Premi de Lugano
  - 1r al Critèrium de Tarascona
  - 1r al Critèrium d'Auch
  - 1r al Critèrium de Vallorbe
- 1953
  -  1r al Campionat del món de ciclisme
  -  1r del Giro d'Itàlia i vencedor de 3 etapes
  - 1r al Trofeu Baracchi (amb Riccardo Filippi)
  - 1r al Circuit de Borgosesia
  - 1r al Gran premi de Firminy
  - 1r al Circuit dels Asos a Tortona
- 1954
  - 1r a la Volta a Llombardia
  - 1r a la Copa Bernocchi
  - 1r al Giro de Campania
  - 1r al Trofeu Baracchi (amb Riccardo Filippi)
  - 1r al Circuit de Cagliari
  - Vencedor de 2 etapes a la Volta a Suïssa
  - Vencedor d'una etapa del Giro d'Itàlia i  1r del Gran Premi de la Muntanya
  - Vencedor d'una etapa a la París-Niça
- 1955
  -  Campió d'Itàlia en ruta
  - 1r al Giro dels Apenins
  - 1r al Circuit de les Tres Valls Varesines
  - 1r al Giro de Campania
  - 1r al Trofeu Baracchi (amb Riccardo Filippi)
  - 1r al Circuit de Cagliari
  - 1r al Gran Premi Van Cauthem
  - 1r al Gran Premi Titano i San Marino
  - Vencedor d'una etapa del Giro d'Itàlia
- 1956
  - 1r al Gran Premi de Lugano
  - 1r al Gran Premi Campari
  - 1r al Critèrium de Namur
- 1957
  - 1r al Trofeu Baracchi (amb Ercole Baldini)
- 1958
  - 1r al Sis dies de Buenos Aires (amb Jorge Bátiz)
  - 1r al Critèrium de Versalles
  - 1r al Circuit de Calvisano
- 1959
  - 1r al Gran premi del Progrés

### Resultats al Giro d'Itàlia
- 1940.  1r de la classificació general i vencedor d'una etapa
- 1946. 2n de la classificació general i vencedor de 3 etapes
- 1947.  1r de la classificació general i vencedor de 3 etapes
- 1948. Abandona (18a etapa). Vencedor de 2 etapes i del  Gran Premi de la Muntanya
- 1949.  1r de la classificació general, vencedor de 3 etapes i del  Gran Premi de la Muntanya
- 1950. Abandona (9a etapa)
- 1951. 4t de la classificació general i vencedor de 2 etapes
- 1952.  1r de la classificació general i vencedor de 3 etapes
- 1953.  1r de la classificació general i vencedor de 4 etapes
- 1954. 4t de la classificació general i vencedor de 2 etapes
- 1955. 2n de la classificació general i vencedor d'una etapa
- 1958. 32è de la classificació general

### Resultats al Tour de França
- 1949.  1r de la classificació general, vencedor de 3 etapes i del  Gran Premi de la Muntanya
- 1951. 10è de la classificació general i vencedor d'una etapa
- 1952.  1r de la classificació general, vencedor de 5 etapes i del  Gran Premi de la Muntanya

### Resultats a la Volta a Espanya
- 1959. Abandona